# Giuseppe Bellini (politico)
Giuseppe Bellini (Meldola, 5 maggio 1862 – Forlì, 17 dicembre 1932) è stato un avvocato e politico italiano, Senatore del Regno e sindaco di Forlì per tre volte, sebbene la seconda solo per pochi mesi.

## Adesione al Partito Repubblicano
Nato politicamente come monarchico, abbandona presto tali simpatie per aderire per tutta la vita al Partito Repubblicano Italiano, molto forte in Romagna ed a Forlì in particolare. A causa di tale scelta, viene schedato tra i sovversivi fra le carte sia della polizia monarchica sia poi di quella fascista. Divenuto Senatore del Regno nel 1919, solo nel febbraio 1930 viene depennato dall'elenco dei sovversivi.

## Avvocato
Come avvocato, patrocina anche cause che molto appassionano l'opinione pubblica. Tra esse si possono ricordare: la vittoriosa difesa del repubblicano cesenate Eugenio Valzania, accusato dell'uccisione del concittadino socialista Pio Battistini (avvenuta nel 1891): le evidenti implicazioni politiche, in un'epoca di lotte anche violente fra le varie fazioni, suscitano ampio clamore intorno al processo; la difesa, nel 1904, di Augusto Rotondi, più noto come Zambuten, accusato di svolgimento abusivo della professione medica: si tratta di un guaritore empirico, molto amato dal popolo. Il processo si chiude con una multa inflitta allo Zambuten, il quale però, a causa del favore popolare, continua imperterrito ad esercitare le sue arti. Da notare che, all'epoca, Bellini è già Sindaco di Forlì.

## Carriera politica
Consigliere comunale di Forlì nel 1890, viene eletto sindaco nel 1901 (dal 2 settembre), carica che mantiene fino al 23 aprile 1910, quando si dimette a seguito delle polemiche suscitate nel Partito dalla sua partecipazione ai funerali dell' ex Presidente del Consiglio Alessandro Fortis.
Come molti repubblicani, ma a differenza di Giuseppe Gaudenzi, è un fervente interventista nel primo conflitto mondiale. È di nuovo sindaco di Forlì dal 21 settembre 1914, ma rimane in carica solo pochi mesi: si dimette infatti il 28 febbraio 1915. Di seguito, è rieletto sindaco il 22 luglio 1915 rimanendo in carica fino al 9 novembre 1919, quando si dimette, essendo stato nominato Senatore il 6 ottobre 1919.